# Hypena obfuscalis
Hypena obfuscalis är en fjärilsart som beskrevs av George Francis Hampson 1893. Hypena obfuscalis ingår i släktet Hypena och familjen nattflyn. Inga underarter finns listade i Catalogue of Life.